# Paziente di Lione
Paziente (Lione, V secolo – tra il 480 e il 494) è stato il 20º vescovo di Lione nella seconda metà del V secolo, venerato come santo dalla Chiesa cattolica.

## Biografia
Nel più antico catalogo episcopale lionese, contenuto in un evangeliario della metà del IX secolo, e redatto attorno agli anni 799-814, il nome del vescovo Paziente (Paciens o Patiens) compare al 20º posto tra sant'Eucherio, morto il 16 novembre 449, e san Lupicino, che svolse il suo ministero in un'epoca precedente al 494/495. È in quest'arco di tempo che Paziente svolse il suo episcopato a Lione, nella seconda metà del V secolo.
Non si conosce nulla della vita di Paziente prima del suo episcopato, che ebbe inizio molto probabilmente nel 450. Ciò che si conosce del suo ministero è dovuto alle lettere di Sidonio Apollinare, con il quale Paziente ebbe uno scambio epistolare, dopo che questi divenne vescovo dell'Alvernia nel 469/470.
A Paziente si deve la costruzione della chiesa dei Santi Apostoli, più tardi dedicata a San Nicezio, consacrata tra il 469 e il 471; in questa occasione Sidonio Apollinare compose un poema epigrafico. A Paziente è attribuita, forse a torto, la costruzione di altre chiese, e soprattutto il rifacimento della chiesa di Santo Stefano e del battistero di San Giovanni. Nell'epistolario di Sidonio Apollinare, Paziente viene ricordato per la sua grande carità e la sua devozione nei confronti dei poveri. In occasione di una carestia, tra il 472 e il 475, fece arrivare il grano attraverso il Rodano e la Saona per sfamare la popolazione.
Paziente fu presente anche ad alcuni concili dell'epoca. Attorno al 470 intervenne al concilio che doveva regolare la spinosa questione dell'elezione del vescovo di Chalon; Paziente consacrò il nuovo vescovo Giovanni. Nel 474 o 475 un concilio celebrato ad Arles, condannò il prete Lucido di Riez, fautore di idee eterodosse sulla predestinazione: il nome di Paziente compare nella lettera sinodale al 6º posto tra Mamerto di Vienne e Verano di Vence. Un concilio tenuto a Lione attorno al 475, e i cui atti sono andati persi, condannò altri errori di Lucido; in questa occasione Paziente presentò all'assemblea conciliare un suo componimento teologico intitolato Dogmata ecclesiastica. A Paziente sono attribuite, con il beneficio del dubbio, anche alcune omelie.
Nelle lettere di Sidonio Apollinare non si parla della morte di Paziente e nemmeno del suo successore; è dunque probabile che il vescovo di Lione morì dopo Sidonio Apollinare, in un'epoca compresa tra il 480 e il 494.

## Culto
La più antica attestazione liturgica del vescovo Paziente si trova nel Martirologio geronimiano (V-VI secolo), dove la sua celebrazione è posta all'11 settembre. Dal Martirologio geronimiano la sua commemorazione passò nel Martirologio Romano redatto dal Baronio. L'odierno martirologio, riformato a norma dei decreti del Concilio Vaticano II, ricorda il santo vescovo con queste parole: